# 三帶無線鰨
三帶無線鰨為輻鰭魚綱鰈形目鰨亞目舌鰨科的中一種，為深海魚類，分布於印度洋阿曼灣至印度西部海域，棲息深度220-737公尺，體長可達11.6公分，棲息在底層水域，生活習性不明。

## 扩展阅读
維基物種上的相關：三帶無線鰨